# Accidentul aviatic de la Tuzla, Constanța
Accidentul aviatic de la Tuzla, Constanța este un eveniment petrecut în 5 iulie 2010 în care a fost implicată o aeronavă tip Antonov An-2. Aeronava aparținea forțelor aeriene române. Accidentul s-a soldat cu 12 morți și 2 răniți.

## Accidentul
În 5 iulie 2010, un avion de tip An-2 care aparținea Școlii de Aplicație pentru Forțele Aeriene „Aurel Vlaicu” din Boboc și făcea un zbor de antrenament pentru parașutiști militari a avut probleme la decolare și după un zbor de 2 km s-a prăbușit, 12 persoane din cele 14 aflate la bord pierzându-și viața. Dintre aceștia, patru militari făceau parte din Forțele Aeriene Române și opt din Forțele Navale Române (scafandri).
Între cei care au murit se numără comandantul Școlii de Aplicație pentru Forțele Aeriene „Aurel Vlaicu”, comandorul Nicolae Jianu, lt-comandorul Cătălin Vicențiu Antoche și cpt. Lavinia Guită, ambii de la aceeași școală,
lt. Liviu Antim, patru maiștri militari, trei fruntași și un soldat.
Cei doi supraviețuitori, unul fiind chiar pilotul avionului, cpt. Daniel Bălșanu, și el de la Școala de Aplicație pentru Forțele Aeriene „Aurel Vlaicu”, iar celălalt, maistrul militar cl IV Marius Nazare
au fost internați la Spitalul Militar din București, fiind însă în afară de pericol.
| Grad                          | Nume                     | Vârstă |
| ----------------------------- | ------------------------ | ------ |
| Comandor                      | Nicolae Jianu            | 49     |
| Locotenent-comandor           | Cătălin Vicențiu Antoche | 34     |
| Locotenent                    | Lavinia Guită            | 26     |
| Locotenent                    | Liviu Antim              | 27     |
| Maistru militar clasa I       | Răzvan Rângheț           | 43     |
| Maistru militar clasa a II-a  | Florin Claudiu Cișmașu   | 34     |
| Maistru militar clasa a II-a  | Cătălin Rădoi            | 36     |
| Maistru militar clasa a III-a | Băduț Papuc              | 29     |
| Fruntaș                       | Constantin Vlăduț Sărman | 26     |
| Fruntaș                       | Marius Cătălin Chioveanu | 22     |
| Fruntaș                       | Cosmin Furtună           | 28     |
| Soldat                        | Cosmin Florescu          | 25     |

## Ancheta
A fost deschisă de către Parchetul Militar al MAPN o anchetă.
Surse din cadrul anchetei afirmau că avionul era supraîncărcat, în el aflându-se 14 persoane, ori în planul de zbor aprobat erau declarate doar 13, însă se admite transportarea a până la 16 persoane, în funcție de încărcare.
Era suspectată și o eroare umană,
unii martori declarând că unghiul de incidență ar fi fost prea mare. Comisia de anchetă nu excludea o defecțiune mecanică, dar elicea era îndoită de lângă butuc, deci motorul funcționa în momentul impactului cu solul, dar cu turație mică.

## Rezultatul anchetei
Ancheta a stabilit că avionul, de fabricație poloneză, aflat în uzul forțelor aeriene din 1992, s-a prăbușit din cauza unei defecțiuni tehnice (cedare de material).
Din rezoluția Parchetului Înaltei Curți de Casație și Justiție-Secția Parchetelor Militare reiese că avionul avea o greutate (nn: peste tot în formulările anchetei prin „greutate” trebuie înțeles „masă”) de 5260 kg, din care 3300 kg era, conform fișei de cântărire, greutatea avionului gol, 221 kg era greutatea echipajului, 1133 kg era greutatea pasagerilor, restul fiind greutatea carburantului, lubrifianților și a altor materiale. Greutatea era sub 5500 kg, admis. Centrajul (poziția centrului de greutate al avionului) era însă la limita maximă admisă spre spate, avionul fiind „greu de coadă”.
La ora 17:41 echipajul a primit aprobarea de decolare și a început rulajul. Deoarece era greu de coadă, avionul a trebuit să decoleze cu profundorul bracat mult în jos, ceea ce a solicitat lanțul de transmisie a comenzii de la manșă la profundor, iar una din pârghiile (balansier) din lanțul de comandă a cedat, fiind slăbită, conform afirmațiilor anchetei, datorită încălzirii date de o serie de descărcări electrice între piesele metalice.
În urma cedării balansierului, profundorul, rămas liber, sub influența forțelor aerodinamice s-a ridicat, nemaiasigurând forța verticală necesară susținerii cozii grele. Avionul a cabrat (a crescut unghiul de incidență până la 60°–70°), în conformitate cu declarațiilor martorilor oculari, a intrat în limită de viteză (prin urcare viteza a scăzut sub limita care asigură portanța) s-a angajat și s-a prăbușit de la o înălțime de c. 40 m.
În momentul impactului cu solul avionul s-a rupt, inclusiv aripile și trenul de aterizare. Odată cu acestea s-au rupt și conductele de alimentare cu benzină dintre rezervoarele din aripi și motor, conducte ce trec, prin construcție, prin interiorul avionului, prin spatele scaunelor pe care stăteau parașutiștii. Aceasta a generat un incendiu violent, începând din interior, incendiu care a împiedicat eventualele acțiuni de salvare.
Pilotul, cpt. Bălșanu, și-a revenit în timp util și a putut ieși din avion printr-o spărtură a cupolei (la aparatul An-2 cupola este intenționat slabă, tocmai pentru astfel de cazuri). Copilotul, lt. Lavinia Guită, a reușit și ea să iasă prin cupolă, însă, datorită incendiului care o cuprinsese, s-a intoxicat cu monoxid de carbon și a decedat în scurt timp. Maistrul militar Marius Nazare era cel mai aproape de coada avionului și a reușit să iasă din avion. Următorul era lt. Liviu Antim, care a rămas blocat și a fost scos prin efortul echipei de salvare, însă în stare foarte gravă, decedând ulterior. Ceilalți n-au putut fi scoși din avion și au decedat datorită rănilor, inhalării de monoxid de carbon și a incendiului.
Deși intervenția pentru stingerea incendiului au intervenit în 5 minute patru autoutilitare, acționând cu apă, spumă și praf, incendiul n-a putut fi stins până la consumarea surselor de combustibil. În urma incendiului, stins la ora 18:15, aeronava An-2 a fost distrusă în proporție de 95 %.
Ancheta a confirmat funcționarea corespunzătoare a motorului.
Întrucât defecțiunea nu-i putea fi imputată pilotului, acesta n-a fost acuzat nici de decesul și vătămarea corporală a celor de la bord, nici de distrugerea aeronavei.